# 鳳泉煤礦線
鳳泉煤礦線（朝鲜语：／ Pongch'ŏn T'angwang sŏn */?）是朝鮮民主主義人民共和國的一條鐵道線路，站點為平安南道价川市的凤泉站到鳳泉煤礦站。

## 路线概况
- 距离：2.0km
- 车站数：2
- 轨距：1435mm
- 电气化区间：无
- 复线区间：无